# Huawei

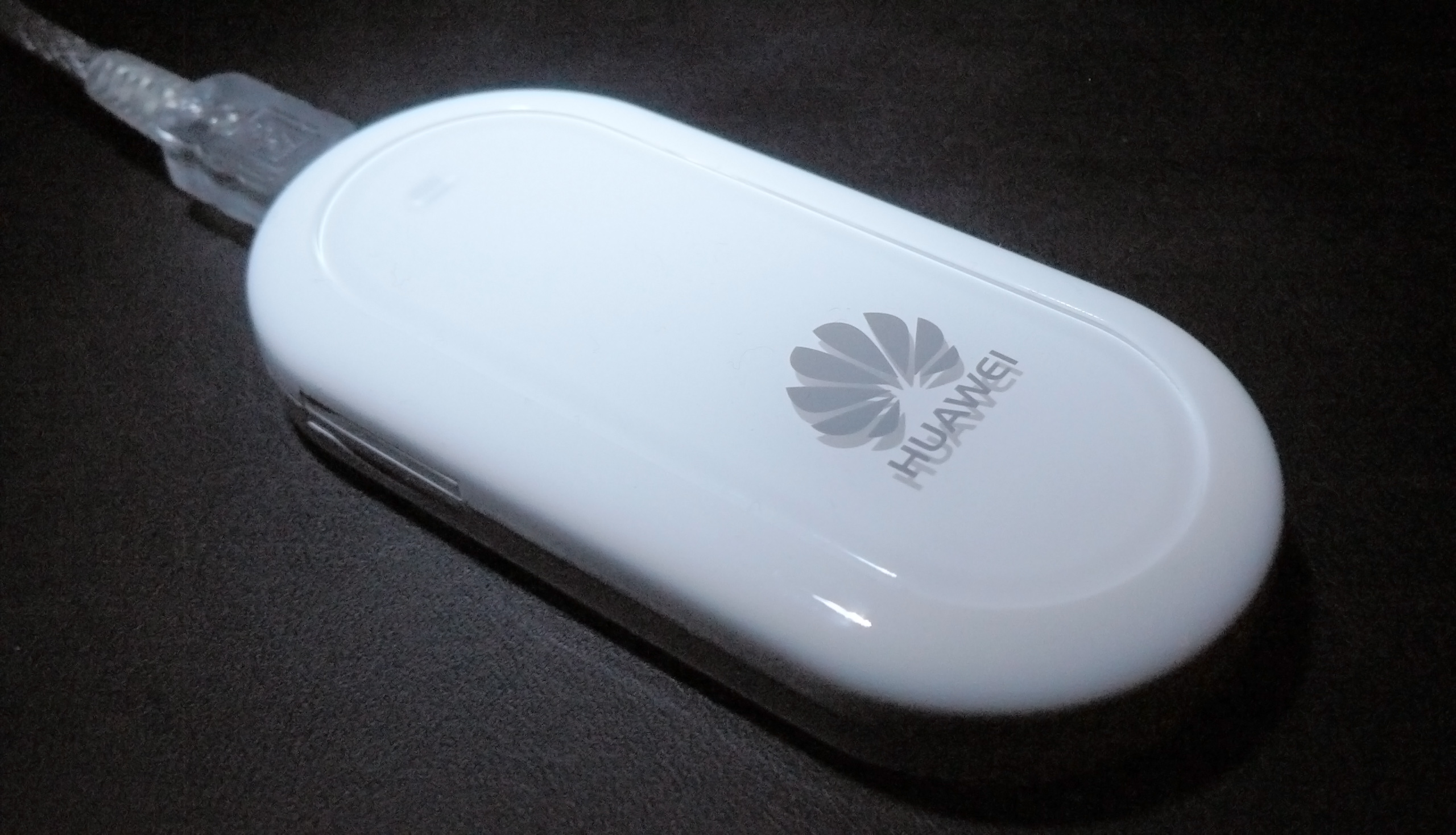
modem HSDPA USB, model Huawei E220

Huawei [xwǎˈwěɪ] (audioⓘ) este o companie multinațională producătoare de echipamente de telecomunicații din Republica Populară Chineză.
Compania a avut vânzări de 17,7 miliarde de dolari în anul 2018.
Huawei și-a lansat produsele și serviciile în mai mult de 170 de țări, iar din 2011 a servit 45 dintre cei mai mari 50 de operatori de telecomunicații. Rețelele sale, peste 1500 la număr, ajung la o treime din populația lumii. Huawei a depășit Ericsson în 2012 ca cel mai mare producător de echipamente de telecomunicații din lume și se situează pe locul 72 pe lista Fortune Global 500. În decembrie 2018, Huawei a raportat că venitul său anual a crescut la 108,5 miliarde de dolari în 2018 (o creștere de 21% față de 2017).
În Europa, compania a avut vânzări de 1,3 miliarde de euro în 2007 și 516 milioane de euro în 2006.
Măsurile americane s-au intensificat în mai 2019; în mijlocul unui război comercial dintre China și Statele Unite, Huawei a fost împiedicată să facă comerț cu companii din SUA din cauza presupuselor încălcări intenționate ale sancțiunilor SUA împotriva Iranului. Pe 29 iunie 2019, președintele Statelor Unite, Donald Trump a ajuns la un acord pentru reluarea negocierilor comerciale cu China și a anunțat că va micșora  sancțiunile asupra Huawei.

## Fondare
Compania a fost fondată în 1987 de către antreprenorul chinez Ren Zhengfei. Inițial, concentrându-se pe fabricarea de echipamente de telecomunicații, Huawei și-a extins afacerea pentru a include rețele de telecomunicații pentru clădiri, furnizând servicii operaționale și de consultanță și echipamente pentru întreprinderile din afara Chinei și fabricând dispozitive de comunicații pentru piața de consum. Huawei a avut peste 188 000 de angajați în septembrie 2018, aproximativ 76 000 dintre aceștia fiind angajați în cercetare și dezvoltare (Reasearch & Development). Are 21 de instituții de cercetare și dezvoltare în întreaga lume, iar la sfârșitul anului 2010 a deschis Ox Horn Campus. După ce a achiziționat firma Ericsson în 2012, Huawei a devenit lider pe piață echipamentelor de telecomunicații.
Începând cu anul 2017, compania a investit 13,8 miliarde de dolari în cercetare și dezvoltare.

## Huawei în România
Compania este prezentă și în România din anul 2003.
În anul 2012, Huawei era al treilea furnizor de echipamente de telecom după Ericsson și Alcatel-Lucent.
Număr de angajați:
- 2014: 900 [14]
- 2010: 320 [15]
- 2009: 267 [15]

Cifra de afaceri:
- 2013: 127 milioane de euro [14]
- 2012: 96 milioane de euro [14]
- 2011: 90 milioane de euro [14]
- 2010: 69,2 milioane de euro [15]
- 2009: 37 milioane de euro [7]